# Joanna Haraźna
Joanna Maria Haraźna – polska biolog, dr hab. nauk medycznych, adiunkt Katedry Fizjologii i Patofizjologii Człowieka Wydziału Lekarskiego Uniwersytetu Warmińsko-Mazurskiego w Olsztynie.

## Życiorys
W 1985 ukończyła studia biologiczne na Uniwersytecie Wrocławskim, 17 grudnia 2001 obroniła pracę doktorską Krążenie oczne u pacjentów z jaskrami normalnociśnieniowymi, 18 lutego 2016 habilitowała się na podstawie pracy zatytułowanej Nieinwazyjne fizjologiczne i morfologiczne badania mikroperfuzji siatkówki oka przy zastosowaniu scanningowej laserowej dopplerowskiej flowmetrii u pacjentów z chorobą nadciśnieniową.
Jest adiunktem w Katedrze Fizjologii i Patofizjologii Człowieka na Wydziale Lekarskim Uniwersytetu Warmińsko-Mazurskiego w Olsztynie.